# European Women's Futsal Tournament 2017
L'European Women's Futsal Tournament 2017 è la 1ª edizione del torneo continentale riservato ai club di calcio a 5 femminili vincitori nella precedente stagione del massimo campionato delle federazioni affiliate alla UEFA. La competizione si è giocata dal 10 al 13 aprile 2017.

## Squadre partecipanti
Tutte le nazioni che partecipano schierano una sola squadra, per un totale di 6 squadre.

### Lista
I club sono stati ordinati in base al ranking della nazionale.

| Rank | Squadra               | Urna |
| ---- | --------------------- | ---- |
| 1/H  | Atlético Navalcarnero | 1    |
| 2    | Aurora                | 1    |
| 3    | Vermoim               | 1    |
| 4    | Montesilvano          | 1    |
| 5    | IMS Kiev              | 1    |
| 6    | Pernis                | 1    |

Note
- (TH) – Squadra campione in carica
- (H) – Squadra ospitante

### Formula
Le 6 squadre si affrontano in due gironi da tre. Le prime di ogni girone si affrontano nella finale, le seconde per il 3º posto e le terze per il 5º posto.

## Fase a gironi

### Gruppo A
| Squadra      | P.ti | G | V | N | P | GF | GS | DR |
| ------------ | ---- | - | - | - | - | -- | -- | -- |
| Montesilvano | 6    | 2 | 2 | 0 | 0 | 6  | 2  | +4 |
| Aurora       | 3    | 2 | 1 | 0 | 1 | 6  | 7  | -1 |
| Vermoim      | 0    | 2 | 0 | 0 | 2 | 6  | 9  | -3 |

| Navalcarnero 10 aprile 2017, ore 17:00 | Vermoim | 2 – 3 (1-0) | Montesilvano | Polideportivo La Estación |

| Navalcarnero 11 aprile 2017, ore 17:00 | Montesilvano | 3 – 0 (1-0) | Aurora | Polideportivo La Estación |

| Navalcarnero 12 aprile 2017, ore 17:00 | Aurora | 6 – 4 (2-1) | Vermoim | Polideportivo La Estación |

### Gruppo B
| Squadra               | P.ti | G | V | N | P | GF | GS | DR  |
| --------------------- | ---- | - | - | - | - | -- | -- | --- |
| Atlético Navalcarnero | 6    | 2 | 2 | 0 | 0 | 16 | 2  | +14 |
| IMS Kiev              | 3    | 2 | 1 | 0 | 1 | 4  | 13 | -9  |
| Pernis                | 0    | 2 | 0 | 0 | 2 | 3  | 8  | -5  |

| Navalcarnero 10 aprile 2017, ore 19:00 | Pernis | 2 – 4 (1-2) | Atlético Navalcarnero | Polideportivo La Estación |

| Navalcarnero 11 aprile 2017, ore 19:00 | Pernis | 0 – 4 (0-3) | IMS Kiev | Polideportivo La Estación |

| Navalcarnero 12 aprile 2017, ore 19:00 | IMS Kiev | 0 – 12 (0-5) | Atlético Navalcarnero | Polideportivo La Estación |

## Fase a eliminazione diretta

### Tabellone
|  | Finale                |   |
|  |                       |   |
|  | Montesilvano          | 2 |
|  | Montesilvano          | 2 |
|  | Atlético Navalcarnero | 3 |
|  | Atlético Navalcarnero | 3 |

|  | Finale 3º posto |   |
|  |                 |   |
|  | Aurora          | 1 |
|  | Aurora          | 1 |
|  | IMS Kiev        | 0 |
|  | IMS Kiev        | 0 |

|  | Finale 5º posto |   |
|  |                 |   |
|  | Vermoim         | 4 |
|  | Vermoim         | 4 |
|  | Pernis          | 0 |
|  | Pernis          | 0 |

### Finale 5º posto
| Navalcarnero 13 aprile 2017, ore 15:00 | Vermoim | 4 – 0 (0-0) | Pernis | Polideportivo La Estación |

### Finale 3º posto
| Navalcarnero 13 aprile 2017, ore 17:00 | Aurora | 1 – 0 (1-0) | IMS Kiev | Polideportivo La Estación |

### Finale
| Navalcarnero 13 aprile 2017, ore 19:00 | Montesilvano | 2 – 3 (1-1) | Atlético Navalcarnero | Polideportivo La Estación |